# Colias interior
Pink-edged sulphur (Colias interior) là một loài bướm ngày Bắc Mỹ thuộc họ Pieridae.
Sải cánh dài từ 39 đến 66 mm.
Có một lức trưởng thành từ tháng 6 đến tháng 8.
Ấu trùng ăn Vaccinium và Ericaceae. Con trưởng thành ăn Aralia hispida và Pilosella aurantiaca

## Hình ảnh

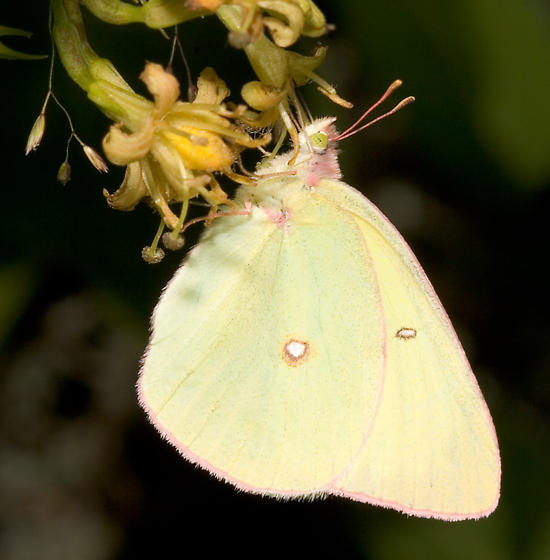